# Vilanova del Vallès
Vilanova del Vallès è un comune spagnolo di 2 540 abitanti situato nella comunità autonoma della Catalogna.